# Конкурс дирижёров имени Гвидо Кантелли

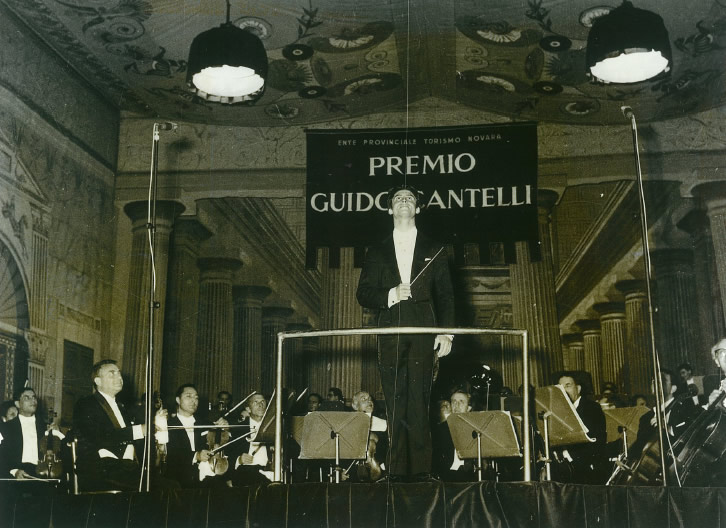
Риккардо Мути на подиуме новарского Театро Кочча как победитель конкурса 1967 года

Конкурс дирижёров имени Гвидо Кантелли (итал. Premio Guido Cantelli) — международный конкурс дирижёров, проходивший в 1961—1980 гг. Конкурс носил имя выдающегося дирижёра Гвидо Кантелли. Конкурс проводился каждые два года — частично в Миланской консерватории, частично в оперном театре города Новара, откуда Кантелли был родом. В 1961 году конкурсанты выступали с миланским оркестром I Pomeriggi Musicali, в последующие годы — с оркестром театра Ла Скала.
В дальнейшем неоднократно обсуждалась возможность и необходимость возобновления конкурса — «одной из наиболее желанных международных возможностей для молодых людей, намеренных посвятить себя дирижированию». О том, что конкурс заслуживает возрождения, заявлял и самый знаменитый из его победителей Риккардо Мути.

## Лауреаты конкурса
- 1961 — Герман Михаэль
- 1963 — Элиаху Инбал
- 1965 — Вальтер Гиллессен
- 1967 — Риккардо Мути
- 1969 — Джеймс Фрэйзер
- 1971 — Митиёси Иноуэ
- 1973 — Адам Фишер и Лотар Загрошек
- 1975 — Юбер Судан
- 1977 — Войцех Михневский
- 1980 — Донато Ренцетти